# Đại lộ Ngôi sao ở Kraków

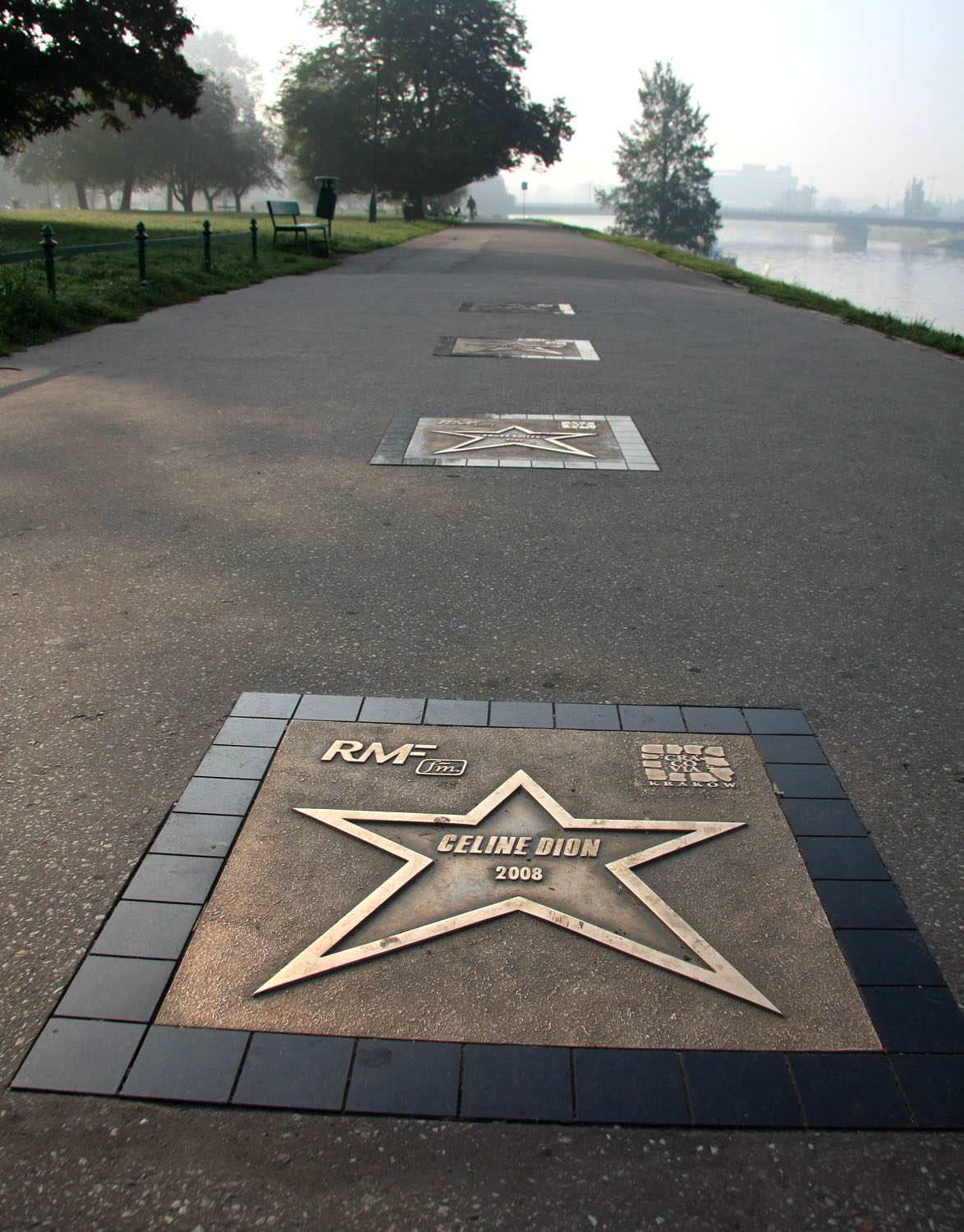
Đại lộ ngôi sao, Ngôi sao lĩnh vực âm nhạc

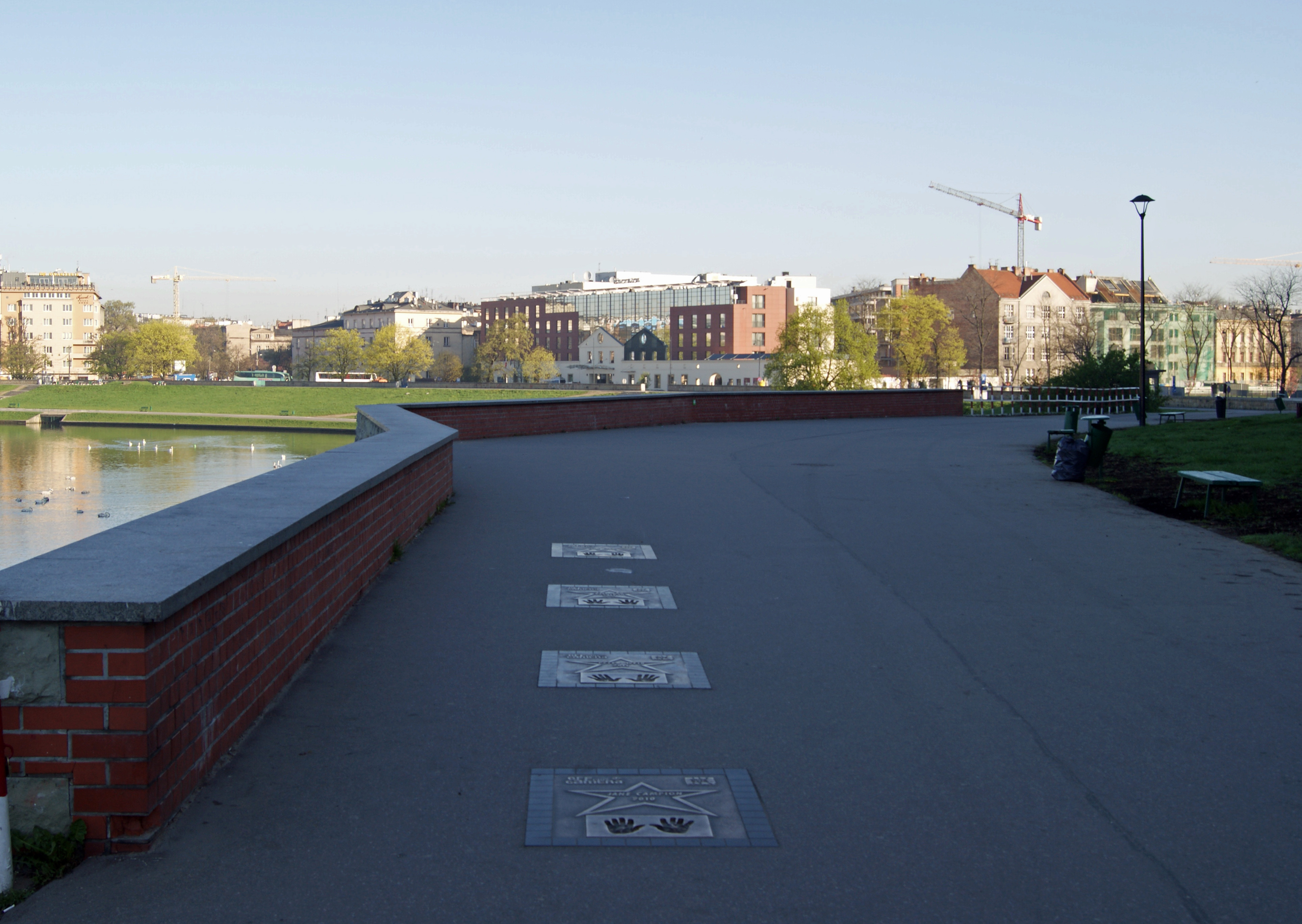
Ngôi sao điện ảnh

Đại lộ Ngôi sao Kraków (tiếng Ba Lan: Aleja Gwiazd w Krakowie) là một con đường vinh danh các nghệ sĩ Ba Lan và thế giới, Đại lộ Ngôi sao nằm trên Đại lộ Czerwiański ở dưới đồi Wawel, thành phố Krakow.
Đại lộ là một dự án hợp tác giữa chính quyền Kraków và đài phát thanh RMF FM. Đại lộ nhằm tôn vinh các nhạc sĩ và ban nhạc xuất sắc của Ba Lan và thế giới, được xây dựng từ năm 2008.
Đại lộ Ngôi sao còn ghi danh các ngôi sao và có dấu tay của các đạo diễn, diễn viên điện ảnh độc lập và những khách mời của Liên hoan phim độc lập quốc tế Off Camera.

### Ngôi sao âm nhạc
Ngôi sao đầu tiên được ra mắt vào ngày 28 tháng 6 bởi nữ ca sĩ người Canada Céline Dion.
| Ngôi sao            | Quốc gia | Ngày ra mắt |
| ------------------- | -------- | ----------- |
| Celine Dion         | Canada   | 2008        |
| Budka Suflera       | Ba Lan   | 2008        |
| Krzysztof Krawczyk  | Ba Lan   | 2008        |
| Wilki               | Ba Lan   | 2008        |
| Marek Grechuta      | Ba Lan   | 2008        |
| Maanam              | Ba Lan   | 2009        |
| Michael Jackson     | Hoa Kỳ   | 2009        |
| Elvis Presley       | Hoa Kỳ   | 2018        |
| Bronisława Cieślaka | Ba Lan   |             |
| Scorpions           | Đức      |             |

### Ngôi sao điện ảnh
| Ngôi sao                                            | Quốc gia       | Ngày ra mắt |
| --------------------------------------------------- | -------------- | ----------- |
| Jane Campion                                        | New Zealand    | 2011        |
| Peter Weir                                          | Úc             | 2011        |
| Amitabh bachchan                                    | Ấn Độ          | 2011        |
| Tim Roth                                            | Vương quốc Anh | 2011        |
| Roland Joffé                                        | Vương quốc Anh | 2012        |
| Daniel Olbrychski Wojciech Pszoniak Andrzej Seweryn | Ba Lan         | 2012        |
| Andrzej Wajda                                       | Ba Lan         | 2012        |
| Volker Schlöndorff                                  | Đức            | 2012        |
| David Thewlis                                       | Vương quốc Anh | 2012        |
| Luc Besson                                          | Pháp           | 2012        |
| Melissa Leo                                         | Hoa Kỳ         |             |
| Costy-Gavrasa                                       | Hy Lạp         |             |
| Bogusław Linda                                      | Ba Lan         |             |
| Josh Hartnetta                                      | Hoa Kỳ         |             |
| Jerzy Stuhr                                         | Ba Lan         |             |
| Benedict Cumberbatch                                | Vương quốc Anh |             |
| Claudia Cardinale                                   | Italia         |             |
| Stellan Skarsgard                                   | Thụy Điển      |             |
| Roman Polanski                                      | Pháp           |             |
| Jana A.P. Kaczmarka                                 | Ba Lan         |             |
| Agnieszki Holland                                   | Ba Lan         |             |
| Krystyna Janda                                      | Ba Lan         |             |
| Krzysztof Zanussi                                   | Ba Lan         |             |